# 瓦尔特·迈斯纳
瓦尔特·迈斯纳（德語：Walther Meißner，1882年12月16日—1974年11月16日）是一名德国工程物理学家。
迈斯纳生于柏林，是瓦尔德马·迈斯纳和约翰娜·格雷格的儿子。他在柏林工业大学学习了机械工程和物理学，马克斯·普朗克是他的博士导师。后来他进入了德国标准计量机构。1922年到1925年，他制造了世界第三大的氦液化器，并在1933年发现迈斯纳效应，即超导态的过程中对磁场的排斥。一年后，他成为慕尼黑工业大学工程物理系主任。
二战之后，他成为巴伐利亚人文和自然科学院主席。1946年被指定为该学院首个低温研究委员会负责人。实验室一开始设在阿默湖畔黑尔兴，1965年搬到加兴。迈斯纳的最后几年是与两条狗一起度过的，1974年他去世于慕尼黑。